# Peter Grubb (zoologiste)
Peter Grubb (né en 1942 à Ealing, mort le 23 décembre 2006 à Londres) est un zoologiste britannique.

## Biographie
Son père William Grubb est chercheur chimiste pour Imperial Chemical Industries puis professeur de sciences en Écosse. Sa mère Anne Sirutis est une institutrice de Lituanie. Sa petite sœur Katrina est une artiste.
Après un baccalauréat universitaire ès sciences en zoologie de l'University College de Londres, il devient assistant de recherche à l'Institut Wellcome de physiologie comparative de la Zoological Society of London. Au début des années 1960, il va dans les îles écossaises de Saint-Kilda pendant trois ans et étudie le mouton de Soay pour sa thèse. Pour ce travail, il reçoit le prix Thomas Henry Huxley de la Zoological Society of London en 1968. La même année, il participe à une expédition de la Royal Society sur l'atoll d'Aldabra, où il effectue des recherches sur la tortue géante des Seychelles. Dans les années suivantes, il travaille comme chargé de cours à l'université du Ghana.
En 1993 et 2005, il participe à l'ouvrage de référence Mammal Species of the World, où il écrit les chapitres sur les Artiodactyles et les Périssodactyles. Il écrit des articles pour Mammalian Species, le journal de l’American Society of Mammalogists. Il publie des listes de contrôle sur les mammifères d'Afrique de l'Ouest, comme ceux de la Sierra Leone, de la Gambie et du Ghana, et écrit plusieurs révisions, y compris celles sur les phacochères, les gazelles-girafes et les buffles. En 1993, il corédige la publication de l'UICN Pigs, Peccaries, and Hippos: Status Survey and Conservation Action Plan. Ses premières descriptions scientifiques comprennent Cephalophus crusalbum, Felis margarita harrisoni, Muntiacus atherodes, Cephalophus hypoxanthus, Moschus cupreus, Cercopithecus erythrogaster pococki ou Piliocolobus epieni. Souvent en collaboration avec Colin Groves, il décrit aussi Muntiacus atherodes, Cephalophus nigrifrons hypoxanthus, Cephalophus silvicultor curticeps, Cephalophus weynsi lestradei.
En juin 2006, Grubb reçoit le prix Stamford Raffles de la Zoological Society of London.
Après deux opérations en janvier et octobre 2005 pour enlever une tumeur, il meurt d'un cancer en décembre 2006. Il était marié et avait un fils et une fille.